# Lycosa paranensis
Lycosa paranensis là một loài nhện trong họ Lycosidae.
Loài này thuộc chi Lycosa. Lycosa paranensis được Holmberg miêu tả năm 1876.